# Rodný dům Františka Palackého
Rodný dům Františka Palackého je objekt číslo popisné 108 v Hodslavicích v okrese Nový Jičín v Moravskoslezském kraji na severovýchodě České republiky. Budova je spolu s Palackého sochou stojící u objektu, prohlášena za národní kulturní památku České republiky.

## Historie a popis
Přízemní domek vybudoval roku 1797 Jiří Palacký, který v domě zřídil evangelickou školu. Dům měl hlavní místnost, k tomu dvě světničky a ještě dvě malé komůrky. Střechu pokrývaly šindele. V domě se manželce Jiřího Palackého, Anně (rozené Křižanové) narodil 14. června 1798 syn František.
U příležitosti stého výroční Františkova narození (1898) byla na dům osazena pamětní deska. Současně novou šindelovou krytinu získala střecha objektu a rodná světnice získala starý dubový nábytek, jenž doplnily ještě další předměty z Palackého doby.
Před rodným domem stojí Palackého socha, kterou roku 1968 vytvořil Vladimír Navrátil.